# Heinz Josef Willemsen
Heinz Josef Willemsen (* 26. April 1953 in Kranenburg) ist ein deutscher Jurist und Schriftsteller.

## Leben
Willemsen wuchs in Kranenburg am Niederrhein als ältestes von fünf Kindern auf. Er besuchte das Freiherr-vom-Stein-Gymnasium in Kleve, wo er 1971 das Abitur ablegte. Von 1971 bis 1976 studierte er Rechtswissenschaften an der Universität zu Köln, an der er nach dem Ersten Staatsexamen (1976) mit 25 Jahren promovierte, bevor er in den juristischen Referendardienst eintrat. Nach dem zweiten Staatsexamen war er von 1981 bis 1983 zunächst wissenschaftlicher Mitarbeiter am Institut für Arbeits- und Wirtschaftsrecht der Universität zu Köln bei Herbert Wiedemann, der ihn für die Habilitation vorschlug.
Willemsen entschied sich aber für einen Berufsweg in der Praxis und trat 1983 zunächst als Mitarbeiter, später ab 1986 als Partner in die damalige Rechtsanwaltskanzlei Bruckhaus Kreifels Winkhaus & Lieberknecht In Düsseldorf ein. Diese fusionierte im weiteren Verlauf (1990) mit einer Frankfurter und Hamburger Großkanzlei zu Bruckhaus Westrick Stegemann und ab 2000 mit der international führenden Law Firm Freshfields in London zu Freshfields Bruckhaus Deringer, deren Equity Partner er mit dem Zeitpunkt des Zusammenschlusses wurde. Vorübergehend nahm er dort als Practice Group Leader Aufgaben im internationalen Management wahr, um die arbeitsrechtlichen Bereiche beider Firmen zusammenzuführen und durch den Aufbau weiterer Kapazitäten unter anderem in Paris, Madrid und Amsterdam zu einem Netzwerk bei grenzüberschreitenden Transaktionen voranzutreiben. Dieser weltweit tätigen Kanzlei mit heute über 2000 Anwältinnen und Anwälten gehörte Willemsen bis zu seinem Ausscheiden am 30. April 2020 an. Seitdem ist er als Einzelanwalt tätig.
Neben seiner anwaltlichen Tätigkeit hat Willemsen sich als juristischer Schriftsteller einen bundesweiten Ruf erworben, durch regelmäßige Vorträge im In- und Ausland sowie durch seine Lehrtätigkeit an der Ruhr-Universität Bochum, deren Honorarprofessor er seit 2000 ist. Er war langjähriger (1999–2014) Vorsitzender des Arbeitsrechtsausschusses des Deutschen Anwaltvereins (DAV) und von 2011 bis 2019 Mitglied in dessen Vorstand. In letzterer Funktion hat sich Willemsen unter anderem besonders für die Visibilität und das fachliche Ansehen des DAV im Bereich der Rechtspolitik eingesetzt, wozu ihm die gleichzeitige Herausgeberschaft des Anwaltsblattes besondere Gelegenheit bot.
Im März 2022 verlieh ihm der DAV in Anerkennung seiner Verdienste für den Berufsstand das Ehrenzeichen der deutschen Anwaltschaft.
Im Jahre 2022 legte Willemsen einen Lyrikband mit dem Titel „Was wirklich zählt“ (Verlag Elsinor/Longinus) vor.

## Tätigkeit
Willemsen gilt als maßgeblicher Mitbegründer des Arbeitsrechts für den deutschen Teil von Freshfields Bruckhaus Deringer, der heute mehr als 100 Berufsträger umfasst. Er war dort der erste Anwalt, der sich ausschließlich auf dieses Rechtsgebiet konzentrierte, und hat eine Vielzahl von Juristinnen und Juristen ausgebildet, die heute in seiner früheren Sozietät als Partner sowie in anderen renommierten Anwaltskanzleien, Unternehmen, Verwaltungen und Gerichten tätig sind.
In seiner eigenen Tätigkeit spezialisierte er sich auf die Beratung großer nationaler und internationaler Unternehmen bei Umstrukturierungen und Unternehmenskäufen, auf Verhandlungen mit Gewerkschaften und Betriebsräten in diesem Zusammenhang sowie auf die Vertretung von Aufsichtsräten, Vorständen und leitenden Angestellten bei Abschluss und Beendigung von Dienstverhältnissen.
Seit vielen Jahren wird er in den einschlägigen Publikationen als führender, von zahlreichen Mandanten und Berufskollegen empfohlener Arbeitsrechtler bezeichnet.
Auf Grund dieser Erfahrungen und parallel dazu hat Willemsen ein umfassendes wissenschaftliches Werk zu nahezu sämtlichen Fragen und Aspekten des Arbeitsrechts verfasst und zählt auch dadurch zu den bekanntesten Arbeitsrechtlern in Deutschland und darüber hinaus (Chambers Europe 2016: „One of he most established names in German labour law“). Seine Veröffentlichungen umfassen Kommentare, Monografien und Handbücher sowie mehr als 200 Aufsätze, die zumeist in renommierten Zeitschriften des Beck-Verlages veröffentlicht wurden. Besonders bekannt ist das Handbuch „Umstrukturierung und Übertragung von Unternehmen“, welches als Standardwerk zu allen arbeitsrechtlichen Fragen im Zusammenhang mit Unternehmensfusionen, -spaltungen und -übertragungen gilt. Ein weiteres, mittlerweile in 10. Auflage erschienenes Standardwerk, das von Willemsen mit herausgegeben wird, ist der im Verlag Otto Schmidt erscheinende „Arbeitsrechtkommentar“.
Im Jahre 2018 ehrten ihn seine Schüler und Berufskollegen mit einer Festschrift anlässlich seines 65. Geburtstages.

## Weitere Funktionen und Mitgliedschaften
- Mitglied der Arbeitsgemeinschaft Arbeitsrecht im Deutschen Anwaltverein (DAV)
- Mitglied des Arbeitsrechtsausschusses des DAV (1999–2020)
- Gesprächskreis Arbeitsrecht, Düsseldorf (Mitgründer und Initiator)
- Internationale Gesellschaft für das Recht der Arbeit und der sozialen Sicherheit (IGRAS)
- European Employment Lawyers Association (EELA, Gründungsmitglied)
- Initiator und Mitorganisator des Deutschen Arbeitsrechtstages in Berlin
- Verein für Wirtschaftsrecht, Köln
- Industrieclub Düsseldorf
- Mitherausgeber Recht der Arbeit (RdA)
- Mitherausgeber und Verfasser regelmäßiger Editorials im Anwaltsblatt (2011–2019)
- Mitglied K.D.ST.V Rappoltstein im CV

## Publikationen (Auswahl)
- Willemsen, Arbeitnehmerschutz bei Betriebsänderungen im Konkurs, Verlag Peter Lang, 1980 (Dissertation)
- Willemsen/Hohenstatt/Schweibert/Seibt, Umstrukturierung und Übertragung von Unternehmen – Arbeitsrechtliches Handbuch, Verlag C. H. Beck, seit 1999 in mittlerweile 6 Auflagen zuletzt 2021 erschienen
- Henssler/Willemsen/Kalb, Arbeitsrechtskommentar, Verlag Otto Schmidt (1. Auflage 2004, 10. Auflage 2022)
- Willemsen, Kommentierung der arbeitsrechtlich relevanten Vorschriften in Kallmeyer (Hrsg.), Umwandlungsgesetz, Verlag Otto Schmidt (1. Auflage 1997, 7. Auflage 2020)
- Willemsen/Tiesler, Interessenausgleich und Sozialplan in der Insolvenz, Verlag RWS, 1995
- Willemsen, Was wirklich zählt – Ein Gedichtbuch, Verlag Longinus, 2022, ISBN 978-3-945113-40-0